# Schweiz vid världsmästerskapen i friidrott 2023
Schweiz tävlade vid världsmästerskapen i friidrott 2023 i Budapest i Ungern mellan den 19 och 27 augusti 2023.

## Resultat
Schweiz trupp bestod av 39 idrottare.

### Herrar
Gång- och löpgrenar
| Idrottare                                                     | Gren                  | Försöksheat | Försöksheat | Semifinal        | Semifinal        | Final            | Final            |
| Idrottare                                                     | Gren                  | Resultat    | Placering   | Resultat         | Placering        | Resultat         | Placering        |
| ------------------------------------------------------------- | --------------------- | ----------- | ----------- | ---------------- | ---------------- | ---------------- | ---------------- |
| William Reais                                                 | 200 meter             | 20,50       | 3 Q         | 20,67            | 8                | Gick inte vidare | Gick inte vidare |
| Ricky Petrucciani                                             | 400 meter             | 0DNS0       | 0DNS0       | Gick inte vidare | Gick inte vidare | Gick inte vidare | Gick inte vidare |
| Lionel Spitz                                                  | 400 meter             | 45,69       | 5           | Gick inte vidare | Gick inte vidare | Gick inte vidare | Gick inte vidare |
| Tom Elmer                                                     | 1 500 meter           | 3.55,72     | 14 qR       | 3.38,33          | 11               | Gick inte vidare | Gick inte vidare |
| Jonas Raess                                                   | 5 000 meter           | 13.37,84    | 12          | —                | —                | Gick inte vidare | Gick inte vidare |
| Adrian Lehmann                                                | Maraton               | —           | —           | —                | —                | 0DNS0            | 0DNS0            |
| Simon Tesfay                                                  | Maraton               | —           | —           | —                | —                | 0DNF0            | 0DNF0            |
| Finley Gaio                                                   | 110 meter häck        | 13,61       | 5           | Gick inte vidare | Gick inte vidare | Gick inte vidare | Gick inte vidare |
| Jason Joseph                                                  | 110 meter häck        | 13,38       | 4 Q         | 13,25            | 4 q              | 13,28            | 7                |
| Julien Bonvin                                                 | 400 meter häck        | 49,19 0SB0  | 3 Q         | 49,75            | 8                | Gick inte vidare | Gick inte vidare |
| Dany Brand                                                    | 400 meter häck        | 49,69       | 5           | Gick inte vidare | Gick inte vidare | Gick inte vidare | Gick inte vidare |
| Pascal Mancini Bradley Lestrade Felix Svensson Enrico Güntert | 4 × 100 meter stafett | 38,65       | 7           | —                | —                | Gick inte vidare | Gick inte vidare |

Teknikgrenar
| Idrottare       | Gren      | Kval    | Kval      | Final            | Final            |
| Idrottare       | Gren      | Distans | Placering | Distans          | Placering        |
| --------------- | --------- | ------- | --------- | ---------------- | ---------------- |
| Dominik Alberto | Stavhopp  | NM      | NM        | Gick inte vidare | Gick inte vidare |
| Simon Ehammer   | Längdhopp | 8,13    | 6 q       | 7,87             | 9                |

### Damer
Gång- och löpgrenar
| Idrottare                                                     | Gren                  | Försöksheat  | Försöksheat | Semifinal        | Semifinal        | Final            | Final            |
| Idrottare                                                     | Gren                  | Resultat     | Placering   | Resultat         | Placering        | Resultat         | Placering        |
| ------------------------------------------------------------- | --------------------- | ------------ | ----------- | ---------------- | ---------------- | ---------------- | ---------------- |
| Géraldine Frey                                                | 100 meter             | 11,26        | 4 q         | 11,28            | 8                | Gick inte vidare | Gick inte vidare |
| Mujinga Kambundji                                             | 100 meter             | 11,08        | 2 Q         | 11,04 0SB0       | 5                | Gick inte vidare | Gick inte vidare |
| Salomé Kora                                                   | 100 meter             | 12,18        | 6           | Gick inte vidare | Gick inte vidare | Gick inte vidare | Gick inte vidare |
| Léonie Pointet                                                | 200 meter             | 23,16 0PB0   | 5           | Gick inte vidare | Gick inte vidare | Gick inte vidare | Gick inte vidare |
| Giulia Senn                                                   | 400 meter             | 52,66        | 6           | Gick inte vidare | Gick inte vidare | Gick inte vidare | Gick inte vidare |
| Lore Hoffmann                                                 | 800 meter             | 2.00,14 0SB0 | 3 Q         | 2.01,05          | 5                | Gick inte vidare | Gick inte vidare |
| Rachel Pellaud                                                | 800 meter             | 2.01,05      | 5           | Gick inte vidare | Gick inte vidare | Gick inte vidare | Gick inte vidare |
| Audrey Werro                                                  | 800 meter             | 2.01,03      | 6           | Gick inte vidare | Gick inte vidare | Gick inte vidare | Gick inte vidare |
| Joceline Wind                                                 | 1 500 meter           | 4.14,86      | 14          | Gick inte vidare | Gick inte vidare | Gick inte vidare | Gick inte vidare |
| Ditaji Kambundji                                              | 100 meter häck        | 12,71        | 3 Q         | 12,50            | 3 q              | 12,70            | 7                |
| Yasmin Giger                                                  | 400 meter häck        | 56,16        | 6           | Gick inte vidare | Gick inte vidare | Gick inte vidare | Gick inte vidare |
| Natacha Kouni Salomé Kora Géraldine Frey Melissa Gutschmidt   | 4 × 100 meter stafett | 42,64        | 3           | —                | —                | 0DSQ0            | 0DSQ0            |
| Giulia Senn Julia Niederberger Rachel Pellaud Catia Gubelmann | 4 × 400 meter stafett | 3.29,07      | 6           | —                | —                | Gick inte vidare | Gick inte vidare |

Teknikgrenar
| Idrottare      | Gren     | Kval      | Kval      | Final     | Final     |
| Idrottare      | Gren     | Distans   | Placering | Distans   | Placering |
| -------------- | -------- | --------- | --------- | --------- | --------- |
| Angelica Moser | Stavhopp | 4,65 0SB0 | 5 Q       | 4,75 0PB0 | 5         |

Mångkamp – Sjukamp
| Idrottare   | Gren     | 100 m häck | Höjd | Kula  | 200 m | Längd | Spjut | 800 m | Totalt | Placering |
| ----------- | -------- | ---------- | ---- | ----- | ----- | ----- | ----- | ----- | ------ | --------- |
| Annik Kälin | Resultat | 13,36      | 1,71 | 0DNS0 | 0DNS0 | 0DNF0 | 0DNF0 | 0DNF0 | 0DNF0  | 0DNF0     |
| Annik Kälin | Poäng    | 1 071      | 867  | 0     | 0     | 0DNF0 | 0DNF0 | 0DNF0 | 0DNF0  | 0DNF0     |

### Mixat
| Idrottare                                                     | Gren                  | Heat     | Heat      | Final            | Final            |
| Idrottare                                                     | Gren                  | Resultat | Placering | Resultat         | Placering        |
| ------------------------------------------------------------- | --------------------- | -------- | --------- | ---------------- | ---------------- |
| Julia Niederberger Ricky Petrucciani Giulia Senn Lionel Spitz | 4 × 400 meter stafett | 3.14,38  | 11        | Gick inte vidare | Gick inte vidare |